# Аїнг
Аїнг (нім. Aying) — громада в Німеччині, розташована в землі Баварія. Підпорядковується адміністративному округу Верхня Баварія. Входить до складу району Мюнхен.
Площа — 44,98 км2. Населення становить 5508 ос. (станом на 31 грудня 2020).